# A2205 road
Die A2205 ist eine Class-I-Straße, die 1922 im Stadtgebiet London mit der namentlichen Bezeichnung „Bermondsey Street“ festgelegt wurde. Sie verläuft dabei komplett durch diese Straße und verbindet die A100 mit der A200. Dabei unterquert sie den Bahnhof London Bridge.